# Storhausen
Storhausen är en kulle i Antarktis. Den ligger i Östantarktis. Norge gör anspråk på området. Toppen på Storhausen är 816 meter över havet.
Terrängen runt Storhausen är platt. Trakten är obefolkad. Det finns inga samhällen i närheten.